# Raunchy
Raunchy ist ein instrumentaler Rock-’n’-Roll-Titel, der im Mai 1957 von dem Saxophonisten Bill Justis mit dem Gitarristen Sidney Manker komponiert wurde und sich zum Millionenseller entwickelte.

## Entstehungsgeschichte
Raunchy reflektiert den „Südstaaten-Sound“ und basiert auf einer Melodie, die Justis in seiner Jugend in Birmingham, Alabama, gehört hatte. 
Das Stück wurde am 5. Juni 1957 in den Sun Records-Tonstudios aufgenommen. Sidney Manker spielte den je vier Mal wiederholten eingängigen Gitarrenriff abwechselnd mit Justis am Tenorsaxophon, der wechselnde Melodien blies. Als Begleitmusiker waren Roland Janes (Gitarre), Sid Lapworth (Bass), James Van Eaton (Schlagzeug) und Jimmy Wilson (Piano) mit im Studio. Bemerkenswert an dieser Aufnahme war der Riff und die damals unorthodoxe Weise, wie Manker ihn spielte. Die meisten Rock- und Countrymusiker spielten die Saiten ihrer Gitarren in mittleren Lagen, während Manker die Bass-Saiten der Gitarre in den tiefen Tonlagen des Griffbretts anspielte. Dabei setzte Produzent Sam Phillips, wie häufig bei Sun-Records-Aufnahmen, überdeutlich den durch Tonbandgeräte erzeugten Echo-Effekt ein. Raunchy, was im damaligen Jugendjargon für „liederlich, ungezogen oder ungehörig“ stand, erreichte die Hitparaden, wurde Nummer eins der US-R&B-Bestseller-Charts und erreichte Platz drei der Top 100 sowie Platz zwei der Bestseller Charts.

## Veröffentlichung

Bill Justis – Raunchy

Raunchy wurde im September 1957 vom gerade gegründeten Tochterlabel Phillips International veröffentlicht. Der Spitzenplatz blieb der Originalversion von Justis und Manker nicht erhalten, da kurze Zeit später eine Coverversion von Ernie Freeman auf den Markt kam, die ebenfalls Rang eins der R&B-Bestseller-Charts erreichte. In den Top 100 kam die Version von Freeman auf Platz zwölf. Dessen ungeachtet entwickelte sich die Single Raunchy zu einem großen Verkaufserfolg, denn sie überschritt die Grenze von einer Million verkaufter Schallplatten.
Das Instrumentalstück wurde ein Klassiker im Repertoire vieler Gitarristen und Instrumentalgruppen wie The Ventures (Dezember 1960), Duane Eddy (1965) und The Shadows. Justis selbst hatte danach nur noch einen Erfolg mit dem Titel College Man.